# Castel San Giovanni
Castel San Giovanni is een gemeente in de Italiaanse provincie Piacenza (regio Emilia-Romagna) en telt 12.651 inwoners (31-12-2004). De oppervlakte bedraagt 44,7 km², de bevolkingsdichtheid is 271 inwoners per km².
De volgende frazioni maken deel uit van de gemeente: Creta, Ganaghello, Fontana Pradosa, Bosco Tosca, Pievetta.

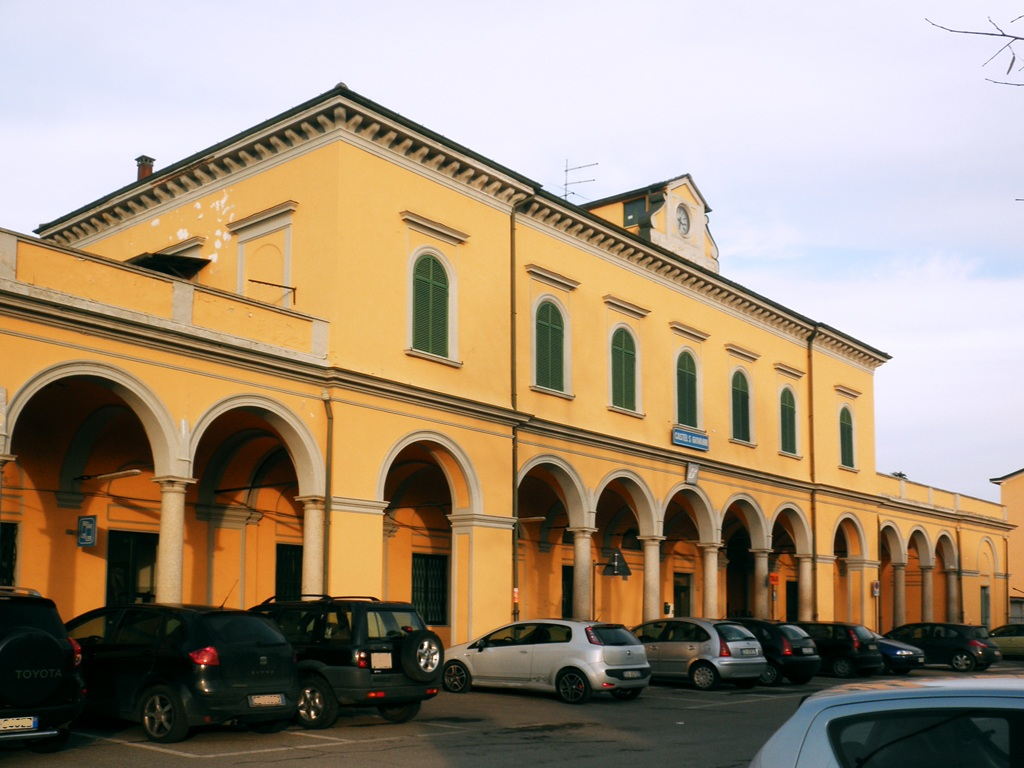
Station van Castel San Giovanni
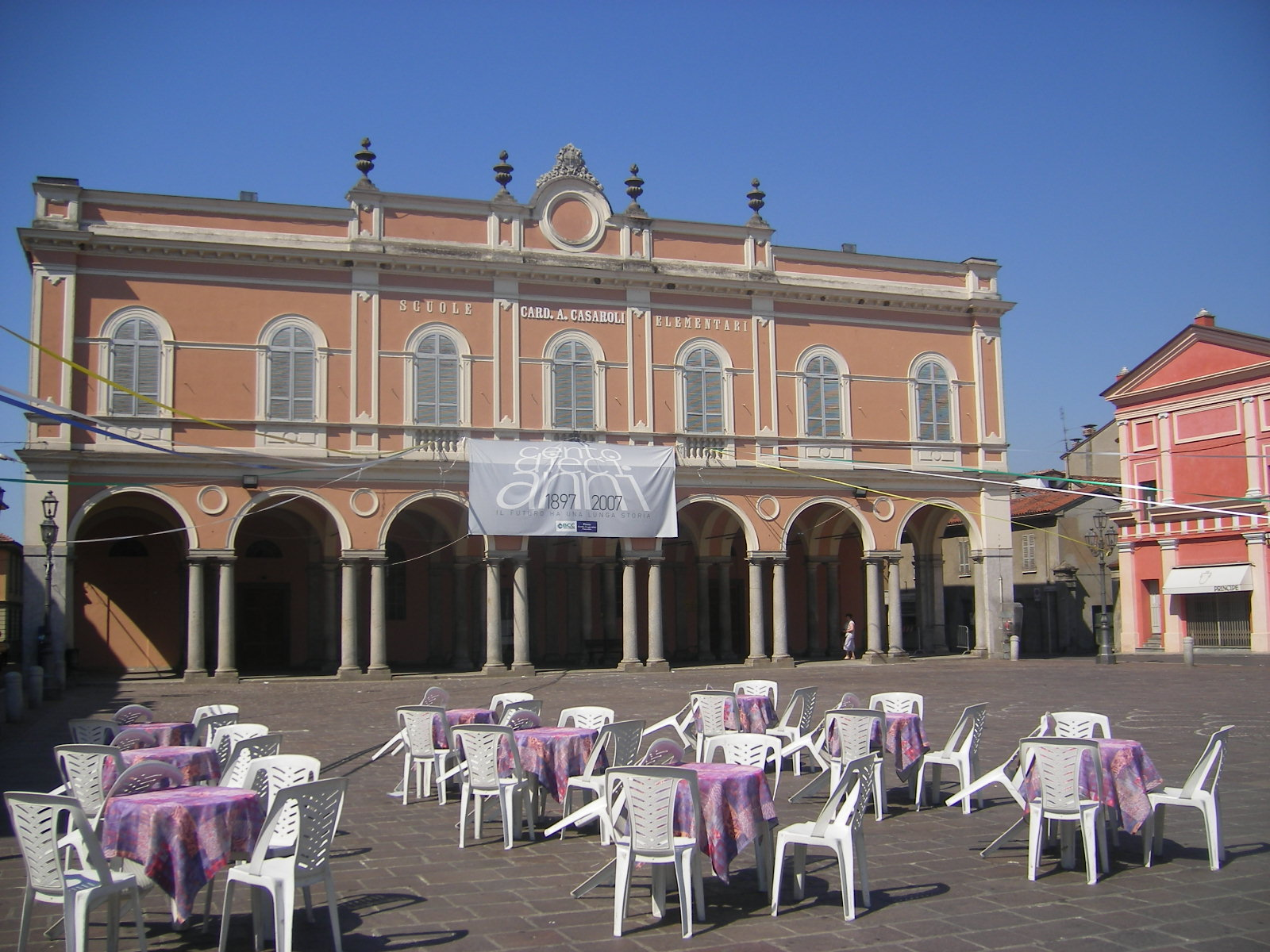
Castel San Giovanni

## Demografie
Castel San Giovanni telt ongeveer 5301 huishoudens. Het aantal inwoners steeg in de periode 1991-2001 met 1,9% volgens cijfers uit de tienjaarlijkse volkstellingen van ISTAT.
| Jaar | Inwoneraantal |
| ---- | ------------- |
| 1991 | 11.741        |
| 2001 | 11.962        |

## Geografie
De gemeente ligt op ongeveer 74 m boven zeeniveau.
Castel San Giovanni grenst aan de volgende gemeenten: Arena Po (PV), Borgonovo Val Tidone, Bosnasco (PV), Pieve Porto Morone (PV), Rovescala (PV), San Damiano al Colle (PV), Sarmato, Ziano Piacentino.

## Geboren in Castel San Giovanni
- Agostino Casaroli (1914-1998), aartsbisschop en kardinaal
- Luca Solari (1979), wielrenner